# 8272 Iitatemura
8272 Iitatemura este un asteroid din centura principală de asteroizi.

## Descriere
8272 Iitatemura este un asteroid din centura principală de asteroizi. A fost descoperit pe 24 septembrie 1989 la Kani de Yoshikane Mizuno și Toshimasa Furuta. Asteroidul prezintă o orbită caracterizată de o semiaxă mare de 2,39 ua, o excentricitate de 0,15 și o înclinație de 6,7° în raport cu ecliptica.